# Chelonus rutshuricus
Chelonus rutshuricus är en stekelart som beskrevs av De Saeger 1948. Chelonus rutshuricus ingår i släktet Chelonus och familjen bracksteklar. Inga underarter finns listade i Catalogue of Life.